# Li Zhen
Li Zhen (en chino: 李贞; Liuyang, 1908 – Pekín, 1990) fue una militar china que se convirtió en la primera mujer general del Ejército Popular de Liberación de la República Popular China.

## Biografía
Li nació en 1908 en el condado de Liuyang, entonces parte de la provincia de Hunan del Estado del Gran Qing (Imperio chino). Fue la sexta hija de un matrimonio campesino. A los seis años, se le comprometió con un hombre llamado Gu Tianshun. Poco después, su padre moriría de una enfermedad. Se casaría con éste en 1924, con 16 años.
En 1926, contando Li Zhen con 18 años, comenzó en China lo que se conoce como «Ola de la Gran Revolución» o «Gran Revolución Nacional» (en chino: 大革命), un periodo revolucionario en la nueva República de China tras la Revolución de Xinhai en la que el Kuomintang (Partido Nacionalista) volvía a intenta reunir el apoyo popular ante la expedición militar oriental (una lucha dentro de la Era de los señores de la guerra contra las fuerzas cantonesas, especialmente de Chen Jiongming y el Gobierno de Beiyang), los primeros compases de enfrentamientos contra Japón en lo que desembocaría como la segunda guerra sino-japonesa y la primera etapa de la guerra civil china.

### Guerra civil china
En octubre de aquel año, Li ya participaba en actividades sociales de su localidad cuando el Ejército Expedicionario del Norte de Chiang Kai-shek llegó a Liuyang, con lo que las mujeres repartieron folletos de propaganda, recaudaron donaciones para el ejército y cosieron botas militares.
Al año siguiente, en 1927, con el estallido de la guerra civil entre el Partido Nacionalista (Kuomintang) de Chiang Kai-shek y el Partido Comunista (Kungchantang) de Mao Zedong, Li Zhen se hizo miembro del Partido Comunista. Ese mismo otoño Mao llevó a cabo el levantamiento de la Cosecha de Otoño, dirigiendo personalmente el levantamiento de Hunan, la provincia de Li. Representantes comunistas fueron a la casa Gu a exigir que entregasen a la esposa de Tianshun, con lo que la familia Gu no tuvo más remedio que presentar una carta de renuncia (divorcio) a favor de Li Zhen.
Tras el levantamiento, el Comité Provincial de Hunan del Partido Comunista ordenó a Wang Shoudao y Zhang Qilong a estavlecer un departamento en Liuyang, convirtiéndose en director del departamento de propaganda local y en comisario político regional respectivamente. Poco después, el gobierno nacionalista mató al padre, tío, primo, esposa e hija de Zhang Qilong. Para apaciguar a Zhang y corresponder el amor de éste, Li Zhen cuidó de él, tras lo que acabarían en una relación.
En mayo de 1928, Zhang llevó a un guerrillero a una reunión del Comité local que resultó ser un infiltrado nacionalista que consiguió arrestar a Zhang en nombre del Buró de Defensa de la Liga Juvenil del Kuomintang en Guanyintang. Tras conseguir ser liberado, tanto Zhang como Li recibirían nuevos destinos.
De 1931 a 1933, se reencontraron al ser Zhang nombrado miembro del comité permanente del Comité Provincial del Partido del Sóviet de Hunan-Jiangxi. En 1933, al estallar la contrarrevolución en Hunan, Zhang fue destituido de todos sus cargos. El nuevo secretario provincial, Liu Shijie, obligó a Zhang a divorciarse para liberarse de toda atadura, por lo que él y Li tuvieron que firmar la separación, tras haberse casado formalmente en 1932.
En noviembre de 1934, la esposa de Ren Bishi, Chen Congying, actuó como casamentera para Li Zhen y Gan Siqi. Más tarde, Li Zhen se desempeñó como jefe del Departamento de Organización del Departamento Político del Sexto Cuerpo del Ejército Rojo, y Gan Siqi se convirtió en el director del Departamento Político y comisario político interino. El día de Año Nuevo de 1935, Ren Bishi ofició el matrimonio entre ambos. Tras casarse, tuvieron un hijo, pero el niño murió durante la Larga Marcha con tan solo 10 días. Li Zhen se desempeñó como subdirector del Departamento de Organización del Departamento Político del Ejército del Segundo Frente Rojo y participó en la Larga Marcha.

### Segunda guerra sino-japonesa
Durante la «guerra de resistencia contra la Japón», Li Zhen se desempeñó sucesivamente como directora de la Escuela de Mujeres del Octavo Ejército de Ruta, jefa de la Sección de Organización del Cuerpo de Enseñanza de la 120.ª División, directora del Departamento Político directamente bajo la división, jefa de la Sección de Organización del Departamento de Organización del Departamento Político del Ejército de Defensa Conjunto de Shaanxi-Gansu-Ningjin-Sui, secretaria general del Departamento Político de la Región Militar de Jinshui, secretaria general del Departamento Político del Ejército de Campo del Noroeste y secretaria general del Departamento Político de la Región Militar del Noroeste.

### Continuación guerra civil china
Durante la segunda etapa de la guerra civil china, fue Secretaria General del Departamento Político de la Región Militar de Jinshui y Secretaria General del Departamento Político de la Región Militar del Noroeste.

### China comunista
En 1951, Li Zhen se desempeñó como secretaria general del Departamento Político de los Voluntarios del Pueblo Chino; En 1953, se desempeñó como jefa del Departamento de Cuadros del Departamento Político de la Fuerza de Defensa Aérea de la Comisión Militar.
El 27 de septiembre de 1955, se le otorgó el rango de general de división en una ceremonia en Zhongnanhai, Pekín, siendo la única mujer entre los generales fundadores de la República Popular China. Más tarde, se desempeñó como procuradora general adjunta de la Fiscalía Militar del Ejército Popular de Liberación de China. En 1975, se desempeñó como asesora del Departamento de Organización del Departamento de Política General del Ejército Popular de Liberación. En 1988 fue condecorada con la Orden del Mérito de la Estrella Roja de primer grado.
Representante suplente del VII Congreso Nacional del Partido Comunista de China, diputada al VIII Congreso Nacional del Partido Comunista de China, representante especialmente invitado del XIII Congreso Nacional del Partido Comunista de China, miembro del 12.º Comité Consultivo Central, diputado del I al III Congreso Popular Nacional, miembro del Comité Permanente de la V Asamblea Popular Nacional, miembro del 1.º Comité Nacional de la Conferencia Consultiva Política del Pueblo Chino, miembro del I y II Comité Ejecutivo de la Federación de Mujeres de China y miembro del Comité Permanente de la 3.ª y 4.ª Federación de Mujeres de China.
El 11 de marzo de 1990 falleció en Pekín (R. P. China).

## Obras
Li Zhen escribió una obra en 1988 sobre su crecimiento personal y vivencias hasta la Larga Marcha, se publicó en noviembre del mismo año por la Casa Editorial Popular de Jiangxi con el nombre Autoinforme de la mujer Ying (en chino: 女英自述).